# Comuna Stankova, Kaluș
Stankova (în ucraineană Станькова) este o comună în raionul Kaluș, regiunea Ivano-Frankivsk, Ucraina, formată din satele Stankova (reședința) și Vîlkî.

## Demografie
Componența lingvistică a comunei Stankova
     Ucraineană (99,78%)
     Alte limbi (0,22%)
Conform recensământului din 2001, majoritatea populației comunei Stankova era vorbitoare de ucraineană (99,78%), existând în minoritate și vorbitori de alte limbi.